# Hulusi

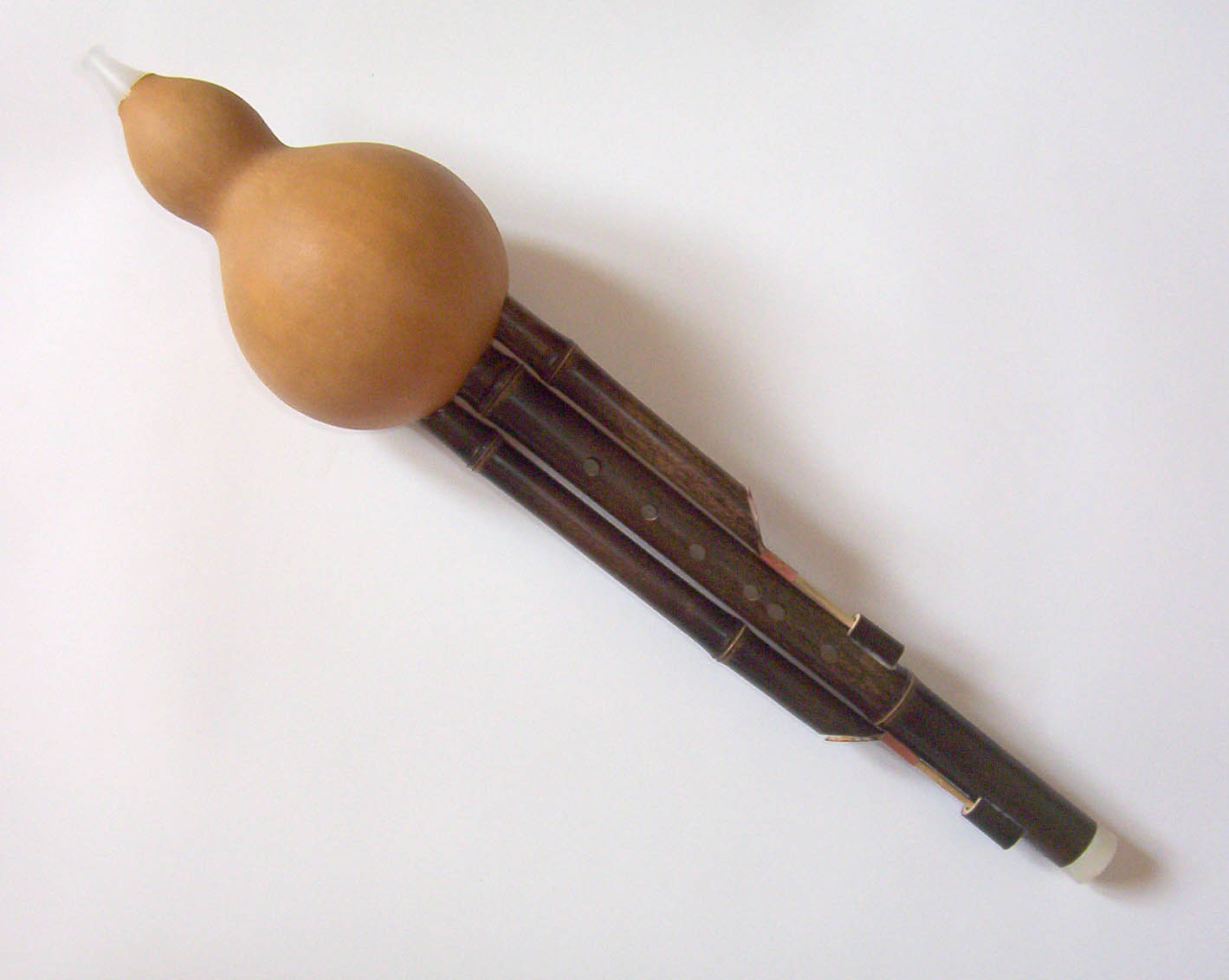
En hulusi

Hulusi (kinesiska: 葫盧絲) är ett kinesiskt blåsinstrument med genomslående eller frisvängande tunga. Ursprungligen spelad av olika folkslag i den sydvästra provinsen Yunnan har hulusi, liksom sin släkting bawu, inte minst tack vare sin enkelhet, kommit att bli ett vanligt blåsinstrument i Kina både bland amatörer och i mer professionella sammanhang. Kroppen är tillverkad av en kalebass till vilken fogats munstycke och tre pipor. Spelpipan, som är den längsta av de tre, har fingerhål medan de andra två ger borduntoner. Tonen är mycket klar och påminner, liksom den besläktade flöjten bawu, något om en klarinetts.